# Spartium junceum
O esparto, espárcio, giesta-dos-jardins, giesta, gesta ou retama (Spartium junceum) é um arbusto do género monotípico Spartium, pertencente à família Fabaceae.
Originário do mediterrâneo, é cultivado como planta ornamental e para a produção de fibras utilizadas no fabrico de cordas. Possui inflorescências grandes e densas com inúmeras flores.[carece de fontes?]

## Descrição
Histórica
A seguir apresenta-se a descrição dada por António Xavier Pereira Coutinho na sua obra Flora de Portugal (Plantas Vasculares): Disposta em Chaves Dicotómicas (1.ª ed. Lisboa: Aillaud, 1913):
Arbusto inerme, de 2 a 3 m, com os ramos compressíveis, junciformes, subáfilos; folhas 1-foliadas, oblongo-lineares ou oblongo-lanceolada, pouco numerosas; estípulas nulas; flores grandes, amarelas, cheirosas: vagem linear (80-60 x 8-6 mm.), erecto-patente, negra na maturação. Planta lenhosa. Maio a Julho. Sebes, matos, bosques: principalmente no Centro e Sul.

## Etimologia
"Giesta" e "gesta" são procedentes do termo latino genista. "Retama" é proveniente do árabe ratamâ.